# Diplocephalus mirabilis
Diplocephalus mirabilis là một loài nhện trong họ Linyphiidae.
Loài này thuộc chi Diplocephalus. Diplocephalus mirabilis được Kirill Yuryevich Eskov miêu tả năm 1988.